# Позоришна представа
Позоришна представа је облик књижевности писана од стране драматурга, који се обично састоји од дијалога или певања између измишљених ликова, намењен позоришним представама, а не само читању. Представе се изводе на разним нивоима, од бродвејских позоришта у Њујорку - који су највиши ниво трговачког позоришта у енглеском говорном свету - до регионалног позоришта, позоришта у заједници, као и универзитетске или школске продукције. Ретки су драматичари, а то је Џорџ Бернард Шо, који су имали мало склоности у погледу тога да ли су њихове представе изведене или читане. Израз „игра" може се односити и на писане драмске текстове, као и на њихову потпуну позоришну представу.

## Жанрови
Постоје различите врсте драме, о којима ће се многи расправљати у овом чланку.

### Комедија
Комедије су представе које су осмишљене тако да буду смешне. Оне су често испуњене духовитим напоменама, необичним ликовима и чудним околностима. Одређене комедије усмерене су на различите старосне групе. Комедије су биле једна од две оригиналне врсте глуме Античке Грчке, заједно са трагедијама. Пример комедије би била представа Сан летње ноћи, Вилијам Шекспир, или за модернији пример Уживо суботом увече.

#### Фарса
Жанр игре који се често глуми и често укључује хумор. Пример фарсе укључује драму Комедија неспоразума, Вилијам Шекспир, или драму Да ли је мртав?, Марк Твен.

#### Сатира
Сатира је комичан поглед на актуелне догађаје људи, док истовремено покушава да пошаље политичку или друштвену поруку, на пример, о корупцији. Један пример сатире је Ревизор, Николај Гогољ, и Лисистрата, Аристофан. Сатиричке представе су генерално један од најпопуларнијих облика комедије.

#### Комедија рестаурације
Комедија рестаурације је жанр који је истраживао односе мушкараца и жена, који је у своје време сматран ризичним. Ликови приказани у овој комедији обухватали су стереотипе свих врста. Бавили су се неизреченим аспектима односа, створили су врсту везе између публике и перформанса која је била више неформална и приватна.
Порекло води од Молијерове теорије комедије, али разликује се у намери и тону. Несклад између морала комедије рестаурације и морала ера нешто је што се често јавља током проучавања овог жанра. Ово може дати назнаке зашто, упркос оригиналном успеху, ова комедија није трајала дуго у 17. веку.

### Трагедија
Ове представе садрже мрачније теме попут смрти и катастрофе. Често главни јунак представе има трагичну ману, особину која води њиховом пропасту. Трагичне представе преносе све емоције и имају веома драматичне сукобе. Трагедија је била једна од две оригиналне врсте представа Античке Грчке. Пример трагедије је Хамлет, Вилијам Шекспир.

### Историја
Ове представе се фокусирају на стварне историјске догађаје. То могу бити трагедије или комедије, али често нису ни једно ни друго. Историју као посебан жанр учинио је популарном Вилијам Шекспир. Пример историјске драме је Шекспиров Краљ Џон.

### Мјузикл
Баладна опера, тада популарни позоришни стил, био је први стил мјузикла који је изведен у америчким колонијама. Први мјузикл америчког порекла премијерно је приказан у Филаделфији 1767. године и назван је „Разочарање“, међутим, ова представа никада није изведена.
Модерно западно музичко позориште појавило се у викторијанско доба, са многим структуралним елементима успостављеним радовима Гилберта и Саливана у Британији. Око 1920-их, позоришни стилови су почели јасније да се дефинишу. За музичко позориште, то је значило да су композитори стекли право да стварају сваку песму у представи. Током шездесетих година 20. века, када су композитори били ретки, мјузиклима је недостајала живост и забава.
До деведесетих година, оригинални бродвејски мјузикли били су врло мали, јер су многи били рекреације филмова или романа.
Мјузикли имају песме које помажу да се објасни прича и помере идеје представе. Обично их прати плес.

## Терминологија
Термин представа може да буде генералан израз  или да се односи на представу без музике. Понекада се термин правилна представа користи као контраст за представу са музиком, која укључује музику, плес и певање песама од стране ликова у представи. За кратке представе се користио термин playlet (кратка игра).
Термин сценарио" означава написан текст за представу. После увода, као што су наслов и аутор,уобичајено почиње са листом која именује главе извођаче, а прати их кратак опис.
За мјузикле се често користи термин либрето уместо сценарио.
Представа се обично дели на призоре, као што су поглавља у новелама. Кратка представа може да садржи само један призор. Призори су подељени на сцене и нумерисани су, као и сцене. Свака сцена се налази на специфичној локацији, а описане су у сценарију. Промена локације обично захтева промену сценарија за које је потребно време.
Сценарио такође садржи кретање глумаца, обично да ли треба да изађу или уђу.

### Позориште апсурда
Позориште апсурда је жанр који углавном приказује егзистенцијална питања. Негира рационалност и прихвата неизбежност пада у пакао. Уместо да разговарају о овим питањима, позориште апсурда их јавно приказује. Оставља публици да сами расправљају и преиспитују садржај представе.
Један од главних аспеката позоришта апсурда јесте физичка супротност језику. Често ће се дијалог између ликова директно супротставити њиховим поступцима.
Познати драмски писци овог жанра су Семјуел Бекет, Жан Пол Сартр, Ежен Јонеско, Адамов и Генет.